# Фэрибо (округ)
Фэ́рибо (англ. Faribault County) — округ в штате Миннесота, США. Административный центр и крупнейший город — Блу-Эрт. По переписи 2000 года в округе проживают 16 181 человек. Площадь — 1869 км², из которых 1848,3 км² — суша, а 20,7 км² — вода. Плотность населения составляет 9 чел./км².

## История
Округ был основан в 1855 году.